# Latham (Tanzânia)
Latham (ou Fungu Kizimkazi) é uma minúscula ilha desabitada da Tanzânia. A ilha surge num mapa português do século XVI (Ingrams, n.d), tendo sido redescoberta em 1758.
A ilha de Latham é uma ilha de coral plana localizada a 60 km a sudeste de Unguja e a 66 km a leste de Dar es Salaam. Tem cerca de 300 metros de comprimento por 300 metros de largura, e tem uma área de 3 hectares. A ilha está rodeada por um recife de franjas e é oceânica, uma vez que se encontra fora da plataforma continental e está rodeada por águas profundas.
Várias espécies de aves marinhas nidificam na ilha.[carece de fontes?]